# Chloroclystis leucopygata
Chloroclystis leucopygata là một loài bướm đêm trong họ Geometridae.